# 록 뮤지컬
록 뮤지컬(rock musical)은 록 음악을 가미한 뮤지컬 극장 작품이다. 록 뮤지컬의 장르는 록 음악을 통해 이야기를 전하는 경우도 있고, 일부 앨범 뮤지컬과 컨셉 앨범이 록 뮤지컬이 되는 점에서 앨범 뮤지컬, 컨셉 앨범, 송사이클과 다소 중복될 수 있다. 대표적인 록 뮤지컬로는 넥스트 투 노멀(Next to Normal), 스프링 어웨이크닝(Spring Awakening), 렌트(Rent), 그리스(Grease), 헤어(Hair) 등이 있다. 더 후의 Tommy와 기타 록 오페라는 때때로 뮤지컬로 무대에 오르기도 한다.

## 역사
앞으로 일어날 일을 암시하는 최초의 뮤지컬은 1957년의 마지막 지그펠드 폴리스였다. 이 작품에는 50세의 빌리 드 울프가 공연한 로큰롤 곡인 "The Juvenile Delinquent"가 포함되었다. 그 뒤를 이어 록 뮤지컬의 또 다른 선구자인 Bye Bye Birdie(1960)가 이어졌는데, 여기에는 두 개의 로큰롤 번호가 포함되어 있다.

## 같이 보기
- 록 오페라